# Audrys Juozas Bačkis
Audrys Juozas Bačkis, né le 1er février 1937 à Kaunas en Lituanie, est un cardinal lituanien, archevêque émérite de Vilnius depuis avril 2013.

## Biographie

### Jeunesse et formation
Son père travaillant à la légation lituanienne à Paris, Audrys Juozas Bačkis a grandi en France.
Il a fait ses études au Séminaire Saint-Sulpice d'Issy-les-Moulineaux puis à Rome et a obtenu une licence de théologie à l'Université pontificale grégorienne et un doctorat en droit canon à l'Université pontificale du Latran.

### Prêtre
Il est ordonné prêtre le 18 mars 1961 pour l'archidiocèse de Kaunas en Lituanie.
Il est entré au service diplomatique du Saint-Siège dès 1964 et a successivement été nommé secrétaire dans les nonciatures des Philippines, du Costa Rica, de la Turquie, et du Nigéria avant de devenir sous-secrétaire du Conseil pour les affaires publiques de l'Église.

### Évêque
Nommé pro-nonce apostolique aux Pays-Bas le 5 août 1988, il a été consacré le 4 octobre suivant par le pape Jean-Paul II avec comme co-consécrateurs Achille Silvestrini et Juozas Preikšas (de). 
Le 24 décembre 1991, il est nommé archevêque de Vilnius en Lituanie. Il se retire le 5 avril 2013.

### Cardinal
Jean-Paul II le crée cardinal lors du consistoire du 21 février 2001 avec le titre de cardinal-prêtre de la Natività di Nostro Signore Gesù Cristo a Via Gallia de l'Église de la Natività di Nostro Signore Gesù Cristo. Il participe aux conclaves de 2005 et de 2013 qui élisent respectivement les papes Benoît XVI et François.
Au sein de la curie romaine, il est membre de la Congrégation pour l'éducation catholique, du Conseil pontifical pour les communications sociales et de la Commission pontificale pour le patrimoine culturel de l'Église.
Il atteint la limite d'âge le 1er février 2017, ce qui l'empêche de participer aux votes du conclave de 2025 (élection de Léon XIV).

## Succession apostolique
Audrys Juozas Bačkis a ordonné les évêques suivants :
- Évêque Jonas Boruta, S.I. (1997)
- Évêque Arūnas Poniškaitis (pl) (2010)
- Archevêque Gintaras Linas Grušas (2010)
- Évêque Genadijus Linas Vodopjanovas (lt), O.F.M. (2012)
- Archevêque Lionginas Virbalas, S.I. (2013)

## Distinctions
- Grand officier de l'Ordre du Mérite de la République italienne (4 octobre 1985 à l'initiative du président de la République Francesco Cossiga[2])
- Grand-croix de l'Ordre de Vytautas le Grand (16 février 2003 par le président Valdas Adamkus[3])